# Joey Bishop
Joey Bishop (New York vagy Bronx, 1918. február 3. –‎ Newport Beach, 2007. október 17.) amerikai színész, komikus.

## Filmográfia

### Film
| Év   | Magyar cím                | Eredeti cím                 | Szerep                        | Magyar hang       |
| ---- | ------------------------- | --------------------------- | ----------------------------- | ----------------- |
| 1958 |                           | The Deep Six                | Ski Krokowski                 |                   |
| 1958 |                           | The Naked and the Dead      | Roth                          |                   |
| 1958 |                           | Onionhead                   | Sidney Gutsell                |                   |
| 1960 | A dicső tizenegy          | Ocean's 11                  | Mushy' O'Connors              | Lippai László     |
| 1960 |                           | Pepe                        | Joey Bishop (cameo)           |                   |
| 1962 |                           | Sergeants 3                 | Roger Boswell főtörzsőrmester |                   |
| 1963 |                           | Johnny Cool                 | sofőr                         |                   |
| 1966 | A folyón át Texasba       | Texas Across the River      | Kronk                         | Bezerédi Zoltán   |
| 1966 | A folyón át Texasba       | Texas Across the River      | Kronk                         | Csernák János     |
| 1967 | Útmutató házas férfiaknak | A Guide for the Married Man | Charlie                       |                   |
| 1967 |                           | Who's Minding the Mint?     | Ralph Randazzo                |                   |
|      | Valley of the Dolls       | MC                          |                               |                   |
| 1986 | Delta kommandó            | The Delta Force             | Harry Goldman                 | Perlaki István    |
| 1986 | Delta kommandó            | The Delta Force             | Harry Goldman                 | Csurka László     |
| 1990 | Savanyú a szülő           | Betsy's Wedding             | Mr. Hopper, Eddie apja        | Dobránszky Zoltán |
| 1996 | Fegyvermánia              | Mad Dog Time                | Mr. Gottlieb                  | Simon György      |